# Wakefield
För andra betydelser, se Wakefield (olika betydelser).
Wakefield är en stad i distriktet med samma namn i grevskapet West Yorkshire i norra England, Storbritannien, med omkring 75 000 invånare. Floden Calder rinner genom staden. Den var tidigare ett viktigt center för klädeshandel. Staden och dess omgivning är en av Englands fattigaste delar.

## Historia
| Årtal | Befolkning |
| 1881  | 22 173     |
| 1891  | 23 315     |
| 1901  | 24 107     |
| 1911  | 43 588     |
| 1921  | 52 891     |
| 1931  | 59 122     |
| 1939  | 56 963     |
| 1951  | 60 371     |
| 1961  | 61 268     |
| 1991  | 74 764     |
| 2001  | 76 886     |
| 2011  | 77 512     |

Sedan romartiden har det funnits en kyrka där Alla helgons katedral ligger. Staden fick marknadsrättigheter 1204. Under rosornas krig förlorade hertigen av York ett slag, känt som Slaget vid Wakefield, nära staden. Staden nämndes i Domedagsboken (Domesday Book) år 1086, och kallades då Wachefeld/Wachefelt.

## Sport
- Wakefield Trinity Wildcats (rugby)
- Wakefield-Emley Football Club, Leeds United AFCs reservlag (fotboll)

## Vänorter
- Alfeld, Niedersachsen (Tyskland)
- Belgorod, Ryssland
- Castres, Frankrike
- Castrop-Rauxel, Nordrhein-Westfalen (Tyskland)
- Girona, Spanien
- Hénin-Beaumont, Frankrike
- Herne, Nordrhein-Westfalen (Tyskland)
- Konin, Polen